# Albert Malbois

Wappen

Albert-Georges-Yves Malbois (* 17. November 1915 in Versailles, Frankreich; † 12. Februar 2017 in Saint-Germain-en-Laye, Frankreich) war ein französischer Geistlicher und römisch-katholischer Bischof von Corbeil.

## Leben
Albert Malbois empfing nach seiner philosophischen und theologischen Ausbildung am 29. Juni 1938 die Priesterweihe. Danach übte er verschiedene Tätigkeiten im Bistum Versailles aus und war zuletzt Generalvikar.
Papst Johannes XXIII. ernannte ihn am 9. März 1961 zum Titularbischof von Altava und zum Weihbischof in Versailles. Der Erzbischof von Lyon, Alexandre-Charles Kardinal Renard, spendete ihm am 22. April desselben Jahres die Bischofsweihe; Mitkonsekratoren waren Roger Jean Fernand Michon, Bischof von Chartres, und Jacques Ménager, Bischof von Meaux. Sein bischöfliches Motto war „Veni Domine Jesu“ (Komm, Herr Jesus; Offb 22,20 ).
In den Jahren 1962 bis 1965 nahm Malbois an allen vier Sitzungsperioden des Zweiten Vatikanischen Konzils teil und war der jüngste der französischen Konzilsväter.
Papst Paul VI. ernannte ihn am 9. Oktober 1966 zum ersten Bischof des neu gegründeten Bistums Corbeil. Besonders wichtig war Malbois während seiner Amtszeit die Ökumene und eine verstärkte pastorale Organisation der Kirche, wofür er sich auch stark einsetzte.
Am 13. September 1977 nahm Paul VI. seinen Rücktritt aus gesundheitlichen Gründen an, gleichwohl übernahm er von 1978 bis 1988 die Leitung des Zentralrats der Missionsarbeit in Lyon.